# پیژوژ
پیژوژ قریه‌ای (روستا) عمده از توابع ولسوالی شهدا در افغانستان است که در منطقه زردیب این ولسوالی قرار دارد. پیژوژ در حدود ۱۴ کیلومتر از مرکز ولسوالی بطرف غرب قرار داشته و حدود ۷۳ خانوار با قصبات فرعی آن می‌باشد.
در این قریه نیز مانند سایر قریه‌های این ولسوالی، مردم دارای زندگی مشترک قومی بوده و در بیشتر امورات باهم متجانس بوده، ولی گاهی تشنجات مذهبی میان طرفداران آیین‌های گوناگون مذاهب اسلامی، رونما گردیده که حتی قتل‌های انفرادی و خصومتهای قومی را به بار آورده‌است. ولی در کل وحدت مردم ملموس است.